# Frank Sirocko
Frank Sirocko (* 25. November 1957 in Lüneburg) ist ein deutscher Geowissenschaftler und Paläoklimatologe. Sirocko ist seit 1998 Professor für Geowissenschaften an der Johannes Gutenberg-Universität in Mainz.

## Leben
Sirocko besuchte das Johanneum in Lüneburg. Er begann an der Christian-Albrechts-Universität in Kiel ein Studium der Geowissenschaften, das er 1985 als Diplom-Geologe beenden konnte. 1989 promovierte er am Geologisch-Paläontologischen Institut der Universität Kiel mit einem Thema zum Paläoklima des indischen Monsuns. Von 1992 bis 1993 erhielt er ein Stipendium der Max-Kade-Stiftung für das Lamont-Doherty Earth Observatory der Columbia University. 1995 habilitierte sich Sirocko an der Kieler Universität. Bis 1998 war er als Stipendiat des Heisenberg-Programms der Deutschen Forschungsgemeinschaft als Visiting Scientist am Department of Earth Sciences der University of Cambridge und am Helmholtz-Zentrum Potsdam – Deutsches GeoForschungsZentrum. 1998 folgte er dem Ruf als Professor für Geowissenschaften an die Johannes Gutenberg-Universität in Mainz.
Frank Sirocko ist Autor und Herausgeber zahlreicher Fachveröffentlichungen. Er war Mitarbeiter an einigen Fernsehdokumentationen unter anderem der ZDF-Serie Terra X und der BBC-Produktion Ancient Apocalypse. Sein Hauptforschungsgebiet ist die Klima- und Umweltgeschichte Zentraleuropas während der letzten 130.000 Jahre.
Sirocko ist Initiator des ELSA-Projekts (Eifel Laminated Sediment Archive) und war von 2000 bis 2007 Sprecher des BMBF-DEKLIM Verbundes. Im Rahmen des ELSA Projektes werden Sedimentkerne aus den Eifelmaarseen mit Jahresauflösung untersucht. Mehr als 50 wissenschaftliche Publikationen und 3 Bücher dokumentieren die Geschichte des Eifelvulkanismus sowie die Klima- und Vegetationsgeschichte Mitteleuropas. Ein Schwerpunkt lag immer auf dem Einfluss des Klimas auf die Menschheitsentwicklung - vom Ende der letzten Eiszeit bis in die Erwärmung des 21. Jahrhunderts.

## Veröffentlichungen (Auswahl)
- Zur Akkumulation von Staubsedimenten im nördlichen Indischen Ozean. Anzeiger der Klimageschichte Arabiens und Indiens. (Dissertationsschrift), Geologisch-Paläontologisches Institut und Museum, Kiel 1989.
- Abrupt change in monsoonal climate. Evidence from the geochemical composition of Arabian Sea sediments. (Habilitationsschrift), Kiel 1995.
- The climate of past interglacials. als Autor und Herausgeber, Elsevier, Amsterdam 2007, ISBN 9780444529558.
- Wetter, Klima, Menschheitsentwicklung. Von der Eiszeit bis ins 21. Jahrhundert. als Herausgeber, Theiss, Stuttgart 2009, ISBN 978-3-8062-2268-5.
- Geschichte des Klimas. Theiss, Stuttgart 2013, ISBN 978-3-8062-2711-6.
- Muted multidecadal climate variability in central Europe during cold stadial periods. Sirocko, F., Martínez-García, A., Mudelsee, M., Albert J., Britzius, B., Christl, M., Diensberg, B., Friedrich, F., Fuhrmann, F., Hamann, Y., Muscheler, R., Schneider, R., Schwibus, K. & Haug, G.H. (2021). Nature Geoscience 14(9). doi:10.1038/s41561-021-00786-1
- Thresholds for the presence of glacial megafauna in central Europe during the last 60,000 years. Sirocko, F., Albert, J., Britzius, S., Dreher, F., Martínez-García, A., Dosseto, A., Burger, J., Terberger, T., Haug, G. (2022). Scientific Reports, 12(1): 20055. doi:10.1038/s41598-022-22464-x
- Vegetation Dynamics and Megaherbivore Presence of MIS 3 Stadials and Interstadials 10–8 Obtained from a Sediment Core from Auel Infilled Maar, Eifel, Germany Britzius, S., Sirocko, F. (2023). Quaternary 6, 44. doi:10.3390/quat6030044
- Subfossil Coleoptera from Eifel maar sediments as indicators of the environmental evolution in Central Europe over the last 60,000 years. Britzius, S., Sirocko, F. (2022). Paleogeography, Paleoclimatology, Palaeoecology, 596:110981. doi:10.1016/j.palaeo.2022.110981
- Bioproductivity and vegetation changes documented in Eifel maar lake sediments (western Germany) compared with speleothem growth indicating three warm phases during the last glacial cycle. Riechelmann, D. F. C., Albert, J., Britzius, S., Krebsbach, F., Scholz, D., Schenk, F., Jochum, K. P., Sirocko, F. (2023). Quaternary International 673. doi:10.1016/j.quaint.2023.11.001
- Rieden tephra layers in the Dottinger Maar lake sediments: Implications for the dating of the Holsteinian interglacial and Elsterian glacial. Fernández Arias, S., Förster, M. W., Sirocko, F. (2023). Global and Planetary Change, 227(2): 104143. doi:10.1016/j.gloplacha.2023.104143
- Evidence for an Extreme Cooling Event Prior to the Laschamp Geomagnetic Excursion in Eifel maar sedimants. Albert, J., Sirocko, F. (2023). Quaternary 6(1): 14. doi:10.3390/quat6010014
- Reconstruction of warm-season temperatures in central Europe during the past 60 000 years from lacustrine branched glycerol dialkyl glycerol tetraethers (brGDGTs). Zander, P., Böhl, D., Sirocko, F., Auderset, A., Haug, G. H., Martínez-García, A. (2024). Climate of the Past 20(4):841–864. doi:10.5194/cp-20-841-2024
- Vegetation Patterns during the Last 132,000 Years: A Synthesis from Twelve Eifel Maar Sediment Cores (Germany): The ELSA-23-Pollen-Stack. Britzius, S., Dreher, F., Maisel, P., Sirocko, F. (2024). Quaternary 7, 8. doi:10.3390/quat7010008
- A Cryptotephra Layer in Sediments of an Infilled Maar Lake from the Eifel (Germany): First Evidence of Campanian Ignimbrite Ash Airfall in Central Europe. Schenk, F., Hambach, U. F., Britzius, S., Veres, D., Sirocko, F. (2024). Quaternary 7(2):17. doi:10.3390/quat7020017
- Relation between Central Europe Climate Change and Eifel Volcanism during the Last 130,000 Years: The ELSA-23-Tephra-Stack. Sirocko, F., Krebsbach, F., Albert, J., Britzius, S., Schenk, F., Förster, M. W. (2024). Quaternary 7(2):21. doi:10.3390/quat7020021